# Kuala Baru (Seberang Kota)
Kuala Baru is een bestuurslaag in het regentschap Tanjung Jabung Barat van de provincie Jambi, Indonesië. Kuala Baru telt 1546 inwoners (volkstelling 2010).